# アーロン・ニゲス
アーロン・ニゲス・エスクラペス（Aarón Ñíguez Esclápez、1989年4月26日 - ）は、スペイン王国バレンシア州エルチェ出身の元サッカー選手。現役時代のポジションはFW。
弟のサウール・ニゲスもサッカー選手。

## 経歴
バレンシアCFのカンテラ出身であり、2007年にトップチームに引き上げられた。2006-07シーズンにはUEFAチャンピオンズリーグで控え中心で望んだ1試合のみであるが出場し、リーガ・エスパニョーラでも出場機会こそないものベンチ入りを経験している。2007-08シーズン前半はセグンダ・ディビシオン（2部）のヘレスCD、後半はギリシャのイラクリス・テッサロニキFCにレンタル移籍した。2008年夏には2年間の契約でスコットランドのレンジャーズFCにレンタル移籍した。2009年8月30日、セグンダ・ディビシオンのセルタ・デ・ビーゴにレンタル移籍した。
2016-17シーズンはセグンダのCDテネリフェでレギュラーとしてプレー。柴崎岳らと共に昇格プレーオフ決勝まで勝ち進んだがヘタフェCFの前に敗れた。2017年6月28日、翌シーズンよりレアル・オビエドに加入することが発表された。
2018年11月19日、マレーシアのジョホール・ダルル・タクジムFCに5年契約で移籍した。
2020年3月4日、マラガCFに移籍。

## 代表歴
2006年のUEFA U-17選手権にU-17スペイン代表として出場し、3ゴールを挙げ得点ランキング4位の成績を残した。

## タイトル

### クラブ
レンジャーズ
- スコティッシュ・プレミアリーグ : 2008-09
- スコティッシュ・カップ : 2008-09

ブラガ
- タッサ・デ・ポルトガル : 2015-16

### 代表
スペイン U-19
- UEFA U-19欧州選手権 : 2007

スペイン U-20
- 地中海競技大会 : 2009